# Навас, Нора
Но́ра На́вас (исп. Nora Navas; 1975, Барселона) — испанская актриса кино и телевидения. Лауреат премий «Гойя» за лучшую женскую роль и «Серебряная раковина лучшей актрисе» Международного кинофестиваля в Сан-Себастьяне за работу в фильме «Чёрный хлеб» режиссёра Агусти Вильяронги.

## Фильмография
- 2018: Собор у моря / La catedral del mar — Гиамона Эстаньол
- 2018: Во время грозы / Durante la tormenta
- 2013: Все мы хотим ей только лучшего / Tots volem el millor per a ella
- 2012: Апельсиновый мёд / Miel de naranjas
- 2011: Диктатор / Dictado
- 2010: El mar de plástico
- 2010: Чёрный хлеб / Pa negre
- 2007: Trenhotel
- 2006: El cor de la ciutat
- 2006: Жизни Селии / Las vidas de Celia
- 2006: Lo bueno de llorar
- 2005: Porca misèria
- 2005: Más que hermanos
- 2005: Ventdelplà
- 2003: Cualquiera
- 1999: Un banco en el parque